# Тифлисский округ
Тифлисский округ (груз. ტფილისის ოლქი) — единица административного деления Грузинской ССР, существовавшая с сентября 1929 по июль 1930 года. Административный центр — город Тифлис.
Образован постановлением ВЦИК и СНК Грузинской ССР от 11 июля 1929 года на территории упразднённых Тифлисского, и Борчалинского уездов.
Тифлисский округ был разделён на 12 районов: Тифлисский, Хевский, Душетский, Эрцо-Тианетский, Гаре-Кахетинский, Мцхетский, Борчалинский, Люксембургский, Башкичетский, Тетрисцхаройский, Манглисский и Цалкинский.
Тифлисский округ граничил с Кахетинским и Горийским округами, Ахалкалакским уездом, Юго-Осетинской автономной областью, Армянской ССР, Азербайджанкой ССР и РСФСР.
По постановлению ЦИК и СНК СССР от 23 июля 1930 года Тифлисский округ, как и большинство остальных округов СССР, был упразднён, а входящие в его состав районы переданы в прямое подчинение Грузинской ССР.